# Alan Walsh
Alan Walsh FRS (Hoddlesden, 19 de dezembro de 1916 — Melbourne, 3 de agosto de 1998) foi um físico britânico.
Recebeu a Medalha Real em 1976.